# Batalha de Coolela

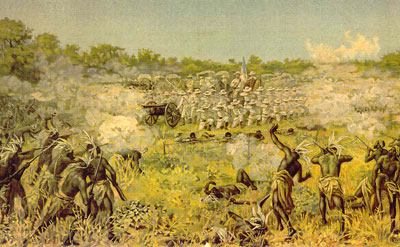
Gravura representando o Combate de Coolela.

A Batalha de Coolela foi um confronto travado a 7 de Novembro de 1895 entre forças portuguesas comandadas pelo coronel Eduardo Galhardo e forças do Império de Gaza comandadas pelo imperador Gungunhana. O reencontro ocorreu no contexto das Campanhas de Conquista e Pacificação de Moçambique, numa luta que tinha como objectivo a defesa do território de Gaza contra a ocupação portuguesa, e foi travado nas imediações do pântano de Coolela, no distrito de Manjacaze, província de Gaza, .

## Contexto
Como punição pelos ataques a Lourenço Marques e a recusa de submissão às autoridades coloniais, a administração colonial portuguesa exigia a entrega dos régulos Matibejane e Maazul, um pagamento anual de 10 mil libras em ouro, autorização da cobrança de impostos e outras facilidades comerciais e militares. Porém, Ngungunhane não aceitou tais condições que significavam a perda completa dos seus direitos e a submissão do seu povo. Por isso reuniu todas as suas mangas num exército sob o comando de Maguiguana.
Apesar de muitos chefes de tribo se recusarem a enviar os seus homens para combater os portugueses, Maguiguana conseguiu reunir cerca de 10 mil homens equipados com cerca de duas mil espingardas.

## A batalha
Na manhã de 7 de Novembro de 1895 os dois exércitos encontraram-se no vale de Coolela. A batalha que se travou foi de curta duração, mas trágica com enormes consequências para Ngungunhane, que dela saiu derrotado. Quebrada a resistência nativa, no dia 11 de Novembro os portugueses incendiaram Manjacaze, o lugar sagrado dos vátuas.
Em consequência desse sucesso, muitos chefes das tribos que residiam entre os rios Save, Chengane e Limpopo apressaram-se a prestar vassalagem aos portugueses, aceitando as consequentes imposições.
Desmoralizado pela derrota, Ngungunhane retirou-se para Chaimite, onde em Dezembro foi aprisionado e deportado para os Açores, onde faleceu.
]